# 鞏豐

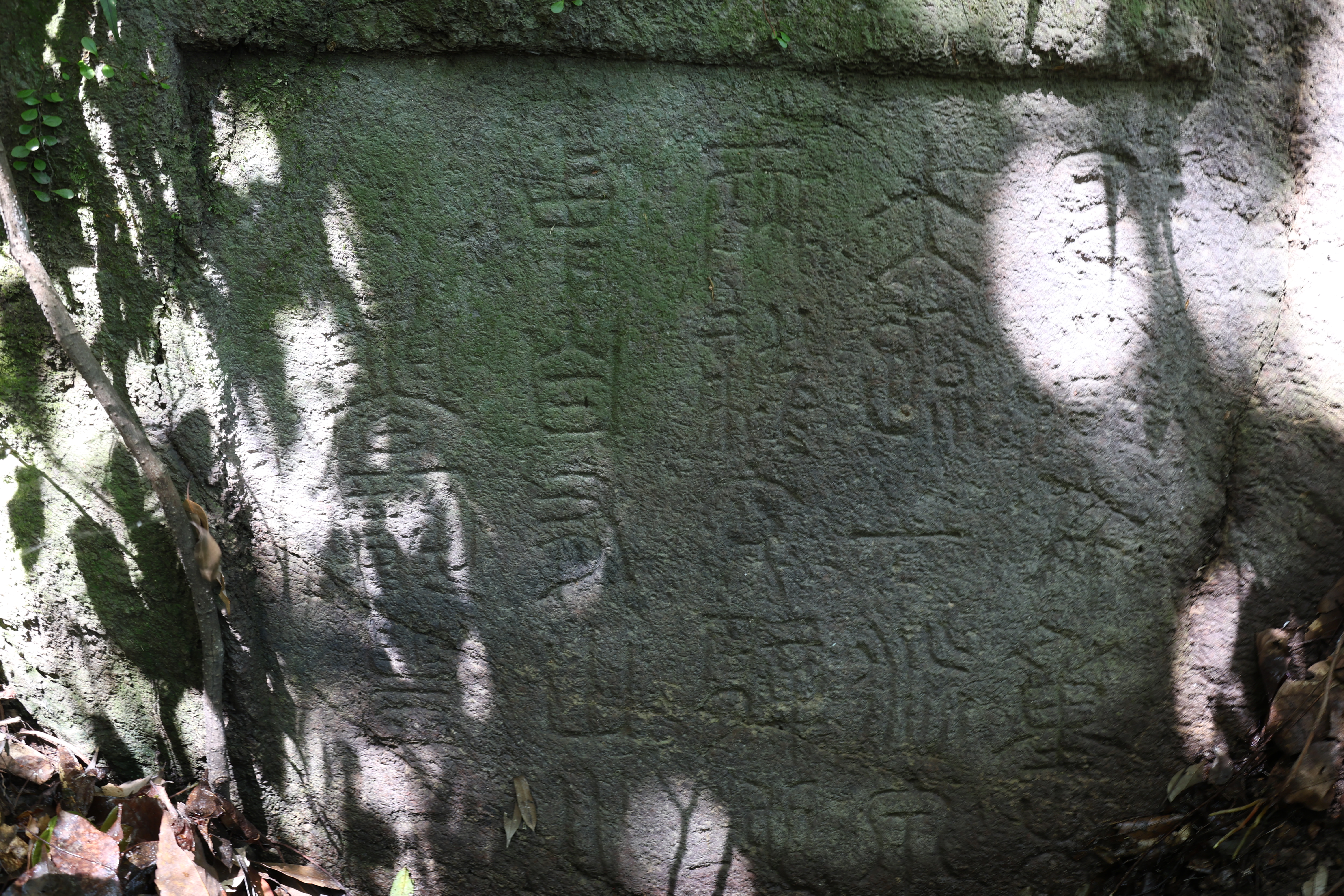
鞏豐在臨安知縣任上，在臨安玲瓏山留下的詩刻

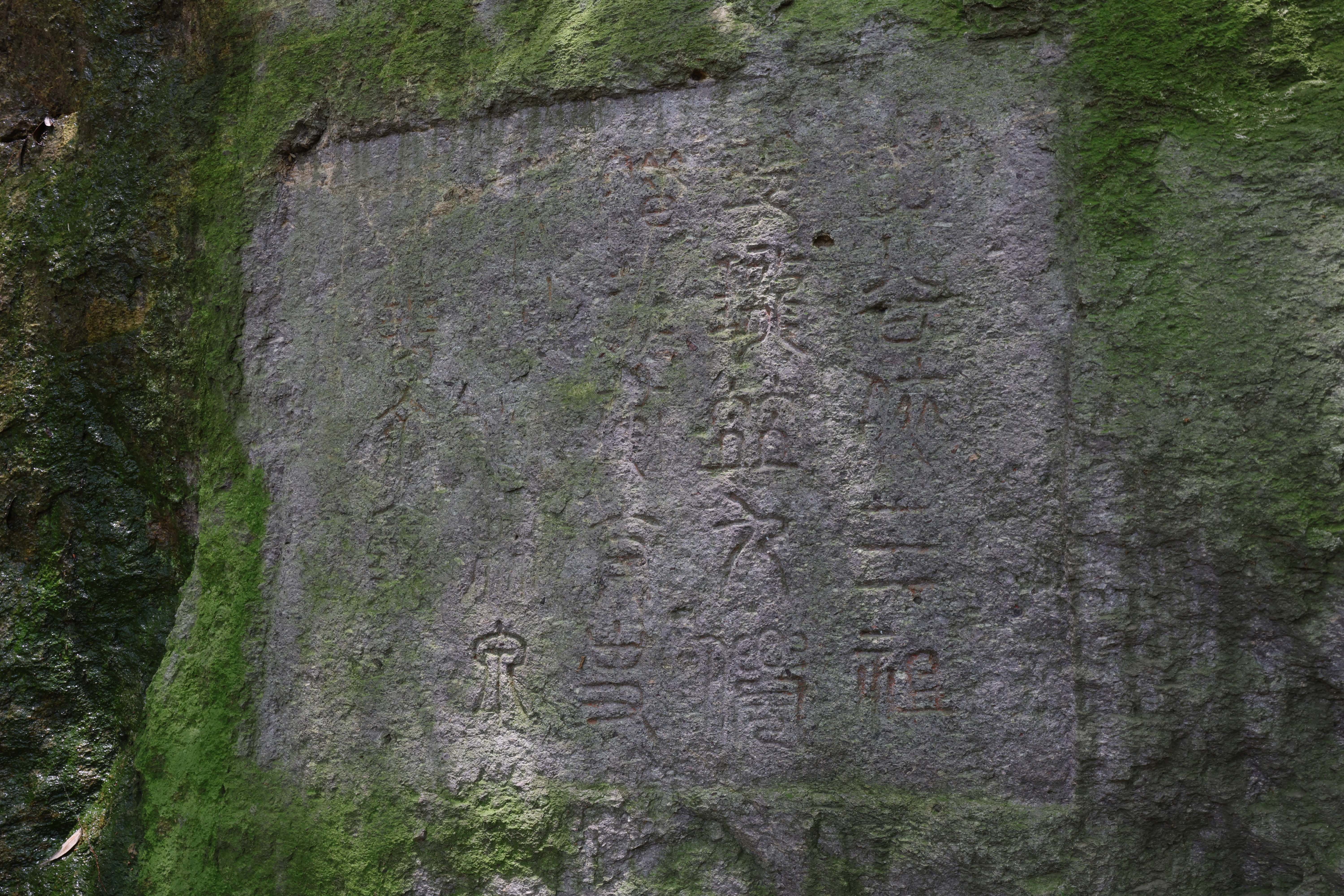
鞏豐在臨安知縣任上，在臨安玲瓏山留下的詩刻（其二）

鞏豐，字仲至，號栗齋，婺州武義人。祖籍鄆州須城。南宋官員，詩人。

## 生平
鞏豐少年時師從呂祖謙。淳熙八年（1181）進士。淳熙十一年，以太學上舍對策高第。紹熙元年（1190）爲漢陽軍學教授。改江東提刑司幹辦公事（幹辦是提刑的副官），以母喪免。又授浙東提刑幹辦公事。因法規變更，身為浙東人的鞏豐不能出任本路監司，改為福建帥司公事。至寧宗朝，知臨安縣。提轄左藏東西庫。嘉定十年（1217）卒，年七十。鞏豐一生仕途不得意，蹉跎下官而終。他曾經批評宰相京鏜，導致京鏜對他有嫌隙，也影響了他的晉升。但鞏豐對此毫無怨言。在臨安知縣任上“政尚寛簡，吏民信化，刑罰衰息”。
鞏豐善詩，多至三千餘首。有《東平集》，已散佚。僅存《兩宋名賢小集》卷二二二《栗齋詩集》一卷。

## 家庭
- 曾祖父：鞏燾
- 祖父：鞏庭芝，紹興八年進士
- 父：鞏法
- 弟：鞏嶸，淳熙二年進士；鞏峴
- 子：鞏積、鞏耕